# Roberto de Tarento
Roberto de Tarento foi um rei da Albânia da Casa de Anjou. Reinou entre 1332 e 1364. Foi antecedido no trono por Felipe I de Tarento e foi sucedido no trono Felipe II de Tarento.